# Arnaudville
Arnaudville é uma cidade  localizada no estado americano de Luisiana, na Paróquia de St. Landry e Paróquia de St. Martin.

## Demografia
Segundo o censo americano de 2020, a sua população era de 1 009 habitantes. Em 2006, foi estimada uma população de 1 412, um decréscimo de 403 habitantes (28.5%).

## Geografia
De acordo com o Departamento do Censo dos Estados Unidos, tem uma área de 1,83 km², dos quais 1,78 km² cobertos por terra e 0,04 km² cobertos por água. Arnaudville localiza-se a aproximadamente 7 metros acima do nível do mar.

## Localidades na vizinhança
O diagrama seguinte representa as localidades num raio de 16 km ao redor de Arnaudville. 